# Sarreaus (kommunhuvudort)
Sarreaus är en kommunhuvudort i Spanien.   Den ligger i provinsen Provincia de Ourense och regionen Galicien, i den nordvästra delen av landet, 400 km nordväst om huvudstaden Madrid. Sarreaus ligger 654 meter över havet och antalet invånare är 1 768.
Terrängen runt Sarreaus är kuperad österut, men västerut är den platt. Terrängen runt Sarreaus sluttar västerut. Runt Sarreaus är det glesbefolkat, med 20 invånare per kvadratkilometer. Närmaste större samhälle är Xinzo de Limia, 10,3 km väster om Sarreaus. I omgivningarna runt Sarreaus växer i huvudsak blandskog.